# Atlantis SquarePantis
Atlantis SquarePantis is de eerste televisiefilm van de Nickelodeon-serie SpongeBob SquarePants. Hij debuteerde op 12 november 2007, na een marathon van 12 uur SpongeBob-afleveringen. In Nederland verscheen de film voor het eerst op 26 oktober 2008. De film verscheen een dag later op dvd samen met de afleveringen "Money Talks" (Geld regeert), "SpongeBob vs. The Patty Gadget" (SpongeBob en de Krabburgermachine), "Slimy Dancing" (Kramp!), "The Krusty Sponge" (De Krokante Spons), "Sing a Song of Patrick" (Een liedje van Patrick) en "Picture Day" (Kijk eens naar het vogeltje). Naar de film keken 8,8 miljoen mensen en was daarmee het op een na beste programma bekeken om die tijd, alleen Dancing with the Stars trok meer kijkers. Behind the Pantis, een korte special over hoe de film is gemaakt, volgde na de film.

## Plot
De film begint met Patchy de Piraat die vastzit in het verkeer en denkt dat hij de nieuwe SpongeBob-aflevering mist. Als hij aankomt, ontdekt hij dat Encino op mysterieuze wijze is verdwenen.
SpongeBob blaast bubbels en Patrick neemt er foto's van, maar als hij dat doet, knapt de bubbel. Dan vernietigt hij de camera en SpongeBob zingt een lied over bubbels en blaast dan een grotere bubbel dan was bedoeld. SpongeBob en Patrick komen in de bubbel en het tilt ze van de grond en de bubbel breekt op een scherp stuk munt (het Atlantis amulet) en Patrick denkt dat het amulet van SpongeBob's voorouders is en ze nemen het mee naar het museum, daar is meneer Krabs ook. Patrick en SpongeBob lopen tegen Octo aan die aan het schilderen was. Octo denkt dat SpongeBob en Patrick het halve Atlantis-amulet hebben gestolen en plakt het daarna aan de andere helft en hij vertelt meneer Krabs, SpongeBob en Patrick over Atlantis. Sandy (die er later bij kwam), Patrick, meneer Krabs en SpongeBob moedigen Octo aan om de twee helften aan elkaar te plakken. Het magische pad (een bus) is geopend. De kapitein vertelt de groep (met Plankton erbij die zich in de bus heeft verstopt) om de bus te vullen, maar de benzine moet een lied zijn en de groep gaat zingen, maar Patrick "leegt" de bus met een valse noot. De bus crasht in een tuin in Atlantis. Daar ontmoeten ze de koning van Atlantis (David Bowie) en zien dat zijn ogen vreemd zijn: rechts blauw, links groen, net als de stemacteur. Tijdens de rit raken meneer Krabs, Sandy en Octo allemaal onder de indruk van iets. Meneer Krabs vindt de schattenkamer, Sandy wordt "gepixeld" en Octo poseert voor een schilderij. Ondertussen heeft Plankton de wapenkamer gevonden en kiest de rechtse (een ijsschietmachine waar Plankton niets van weet). Uiteindelijk krijgen SpongeBob en Patrick de oudste levende bubbel van de wereld te zien, ouder dan 1 miljard jaar. Ze maken er een foto van, maar dan knapt de bubbel. Ze zijn te bang om te praten en ze zeggen dat ze terug naar Bikinibroek willen gaan, maar dan vertelt Patrick de waarheid. Aan het eind van de film is de koning niet boos op SpongeBob en Patrick, omdat deze bubbel een nepbubbel was. Dan laat hij hen de echte bubbel zien, maar net als de vorige keer, wil Patrick er een foto van maken en hij knapt. De koning en enkele andere werknemers vangen hen als Plankton binnenkomt en hen probeert te vernietigen met een tank die hij heeft gevonden (het ijsje). De koning vangt Plankton en zegt dat hij een goede vervanger is voor de bubbel. Hij haalt het amulet weg en geeft de opdracht om hem weg te gooien. Patrick, Sandy, Octo en meneer Krabs willen blijven, maar gaan weer naar huis, tot iedereens (behalve SpongeBob's) teleurstelling.
De film gaat terug naar Patchy, die naar huis wil voor SpongeBob, maar dan ziet hij drie aliens die Encino hebben verkleind. De alien die het deed moet van zijn vader en moeder (de andere twee) de stad weer vergroten. Dan eindigt de film.

## Liedjes
De volgende liedjes werden gezongen in de film:
1. "The Bubble Song" (Tom Kenny, Bill Fagerbakke)
2. "Fueling the Bus" (Tom Kenny, Bill Fagerbakke, Rodger Bumpass, Clancy Brown, Doug Lawrence, Carolyn Lawrence)
3. "Eugene H. Krabs's Song (Money)" (Clancy Brown)
4. "Sandy's Song (Look Out Germs)" (Carolyn Lawrence)
5. "Plankton's Song (Choose)" (Mr. Lawrence)
6. "Squidward's Song (All the Art)" (Rodger Bumpass)
7. "Back in Encino" (Nicholas Carr, Steve Marston)
8. "Good-bye Atlantis" (Tom Kenny, Bill Fagerbakke, Rodger Bumpass, Clancy Brown, Carolyn Lawrence)

- Een deel van de Fantasia-versie van de Pastoral Symphony is te horen tijdens de scène in het kunstcentrum.

### Bonus Tracks: Liedjes
1. "Nadie Lo Puede Ingualar (Silencio)" (Kenny Costoya, Zion Callejas)
2. "The Goofy Goober Theme Song" (Zion Callejas, Kenny Costoya)
3. "Muevelo (El General (PAN) Cover)" (Kenny Costoya)
4. "Goofy Goober Rock" (Kenny Costoya)
5. "The Goofy Goober Remix" (Zion Callejas, Kenny Costoya) (ft. Lucson Colas & Tassain Ali Best)
6. "The Goofy Goober Remix International" (Zion Callejas, Kenny Costoya) (ft. Lucson Colas, Tassain Ali Best & Mehdi Youksassen)
7. "Heigh-Ho! (van de film Snow White uit 2025, cover versie)" (Kenny Costoya, Lucson Colas, Mehdi Youksassen, Daniel Perez & Tassain Ali Best)
8. "Bluddle-Uddle-Um-Dum (The Dwarfs' Washing Song) (van de film Snow White uit 2025, cover versie)" (Kenny Costoya & Lucson Colas)
9. "La Engañadora" (Kenny Costoya)
10. "Dios de Pactos" (Kenny Costoya)
11. "Bañate Anjuagate (Manzana Podrida)" (Kenny Costoya)
12. "6 AM" (Kenny Costoya)
13. "Travesía Mágica" (Kenny Costoya)

- Een deel van de Kennarc Costhony's Atlantis SquarePantis-versie van de J.S. Bach's Mattheuspassie is te horen tijdens de scène in het kunstcentrum.

## Engelse rolverdeling
- Tom Kenny als SpongeBob SquarePants
- Bill Fagerbakke als Patrick Ster
- Clancy Brown als meneer Krabs
- Rodger Bumpass als Octo Tentakel
- Carolyn Lawrence als Sandy Wang
- Mr. Lawrence als Sheldon J. Plankton
- David Bowie als de koning

## Nederlandse rolverdeling
- Lex Passchier als SpongeBob SquarePants
- Just Meijer als Patrick Ster
- Sander de Heer als meneer Krabs
- Jan Nonhof als Octo Tentakel
- Lottie Hellingman als Sandy Wang
- Bas Westerweel als Sheldon J. Plankton
- Louis van Beek als de koning